# Chantier Davie
 (juin 2023).
 (mai 2019).
Améliorez-le ou discutez des points à vérifier. 
Cet article concerne le chantier naval actuel avec des cales sèches. Pour le chantier maritime historique avec un plan de halage, voir Chantier maritime A.C. Davie.
Le chantier Davie est un chantier naval situé dans le secteur de Lauzon à Lévis, Québec, Canada.

## Description
Le chantier Davie, Chantier Davie Canada (CDC), est situé en bordure du fleuve Saint-Laurent, entre la grève Jolliet à l'ouest et l'anse aux Sauvages à l'est. Il occupe une superficie de 570 000 mètres carrés. Deux cales sèches s’y trouvent: Lorne et Champlain, cette dernière étant la plus grande cale sèche au Canada. 
Le chantier dispose d’équipements industriels pour la fabrication, le montage et la finition de navires : atelier de fabrication et de découpe de planches d'acier et de profilés, atelier de fabrication et de montage de modules, ainsi que des ateliers de finition pour effectuer le pré-armement et la peinture, ainsi que deux lits ou rampes de lancement.

## Histoire

### XIXesiècle
Le chantier naval Davie est inauguré en 1832. Plus tard, la construction d'un bassin de radoub (cale sèche Lorne) débute en 1880; ce projet est évalué à 90 000 $. Un nombre d’hommes de 225 sont engagés pour excaver le site de la future cale sèche. En 1885, George Taylor Davie achète de sa belle-mère, Mary Patton, un terrain adjacent à la cale sèche Lorne. Les travaux de construction de la cale sèche Lorne et du chantier Davie de Lauzon prennent fin en 1886.
En 1893, George Davie acquiert la seconde moitié du terrain de Mary Patton.

### XXesiècle
En 1914, la compagnie George Davie & Sons s'associe à la compagnie Vickers, Sons & Maxim. Pendant la Première Guerre mondiale, la compagnie Davie construit 424 navires, en particulier des dériveurs de bois, des chalutiers et des harenguiers.
La cale sèche Champlain du chantier Davie a été aménagée en 1918. Elle mesure 365 m de longueur, représentant la plus grande cale sèche du Canada. De plus, CDC représente actuellement 50 % de la capacité de production du pays en matière de construction navale.
Depuis la création de l’entreprise, plus de 700 bâtiments y ont été construits : des bateaux à vapeur, en passant par des navires militaires munis de systèmes de combat sophistiqués, aux bateaux à propulsion diesel-électrique spécialisés dans l’exploitation pétrolière et équipés de systèmes de positionnement dynamique perfectionnés.
Chantier Davie a construit, transformé, réparé et amélioré toutes sortes de bâtiments, d’appareils de forage et de plates-formes de forage en mer. Cela comprend des navires pétroliers, des vraquiers, des porte-conteneurs, des navires de pêche, des traversiers, des navires militaires, des plates-formes de forage autoélévatrices et des plates-formes de forage et de production semi-submersibles.

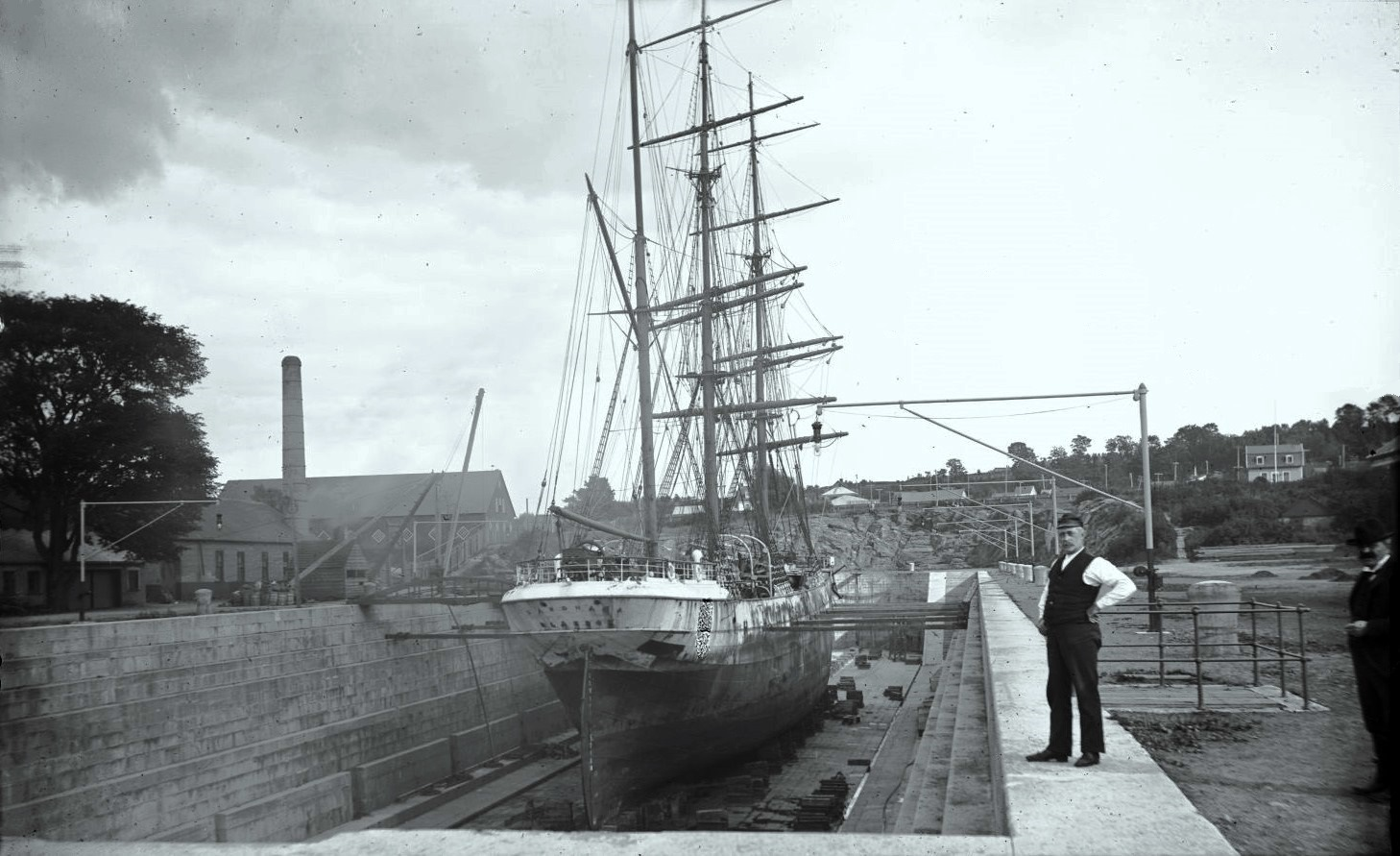
Barque Sardhana en cale sèche, août 1903
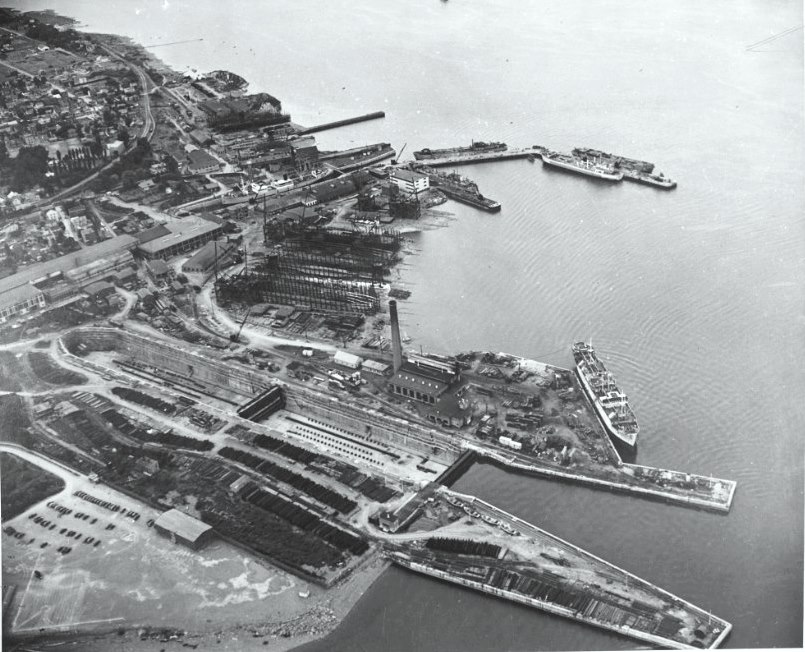
Vue aérienne du chantier Davie, 1943
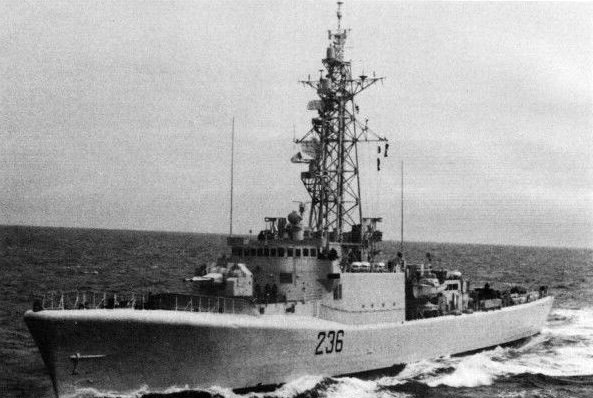
NCSM Gatineau, 1983

### XXIesiècle
En 2010, la Davie est mise à l’arrêt après la faillite de son propriétaire, le groupe norvégien Teco Maritime ASA, propriétaire depuis 2006. La construction des navires d’exploration pétrolière en haute mer commandés par Cecon ASA s'arrête du même coup. Les centaines de millions prêtés à Cecon par Exportation et développement Canada (EDC) pour ce projet se retrouvent alors à risque.
La compagnie Inocea arrive dans le paysage de Lévis en 2012. Le groupe anglo-monégasque – qui se présente alors dans les médias comme Zafiro Marine, du Royaume-Uni – est l’un des nombreux prétendants à la reprise du chantier. Ce groupe privé a été fondé par James Davis (CFO) et Alex Vicefield (CEO), et a été initialement une société britannique spécialisée dans la location de navires. Le processus de vente est supervisé par Investissement Québec (IQ), qui a injecté plus de 160 millions dans le chantier au fil des ans et possède un droit de regard sur le repreneur. L’entreprise d’Alex Vicefield remporte la mise.
Le gouvernement du Canada a annoncé le 8 mars 2025 l'octroi au Chantier Davie d'un contrat de 3,25 milliards de dollars pour la construction d'un brise-glace polaire. Ils ont dit: « C’est le plus grand jamais construit au Canada ». Ce puissant brise-glace sera bâti principalement au chantier maritime de Lévis (70 %), avec une partie construite à son Chantier Davie Nordic Yards, à Helsinki (30 %). Le navire, nommé le PolarMax, mesurera 139 mètres de long. Il sera capable de se frayer un chemin à travers les glaces à des latitudes plus nordiques dans l’Arctique ainsi de permettre les expéditions scientifiques toute l’année. Également, il va renforcer de l’aide aux communautés autochtones du Nord et de répondre aux urgences maritimes.

#### Navires 717, 718 et 719
En 2012, le groupe Inocea est retenu comme nouvel acquéreur de Chantier Davie. 
- Le navire 717 est lancé en octobre 2013 et commissionné aout en 2014 [10].
- Le navire 718 reste inachevé. Il a fait partie des trois bateaux commandés par le groupe norvégien Cecon ASA à la Davie en 2007, et a été installé en décembre 2016 sur un remorqueur submersible au port de Québec pour ensuite être acheminé vers la Turquie ou la Croatie. Le groupe norvégien, représenté par la firme Rever Offshore, s'est quant à lui placé à l'abri de ses créanciers en avril 2015[11]
- Le navire 719 reste inachevé à environ 40%. Le navire inachevé reste plusieurs années sur le lit de lancement jusqu'à sa démolition à l'été 2017.

#### Navires 723 et 724
En 2011, le gouvernement libéral de la province de Québec, par l’entremise de la Société des traversiers du Québec (STQ), avait confié un contrat de 120 M$ à Davie pour la construction de deux traversiers à système de carburation mixte (GNL/diesel) destinés à la traverse Tadoussac-Baie-Sainte-Catherine. Ce contrat a été octroyé au chantier pour que ce dernier puisse soumissionner dans le cadre de la Stratégie nationale en matière de construction navale. Finalement, aucun contrat fédéral n’y est accordé.
- 2013 : Le prix du contrat est révisé à 125 M$, l’entrée en service des deux navires est alors annoncée pour 2015.
- 2015 : Il est annoncé que la livraison sera reportée.
- 2016 : La gestion du contrat est retirée des mains de la STQ.
- 2017 : Des experts sont mandatés en début d’année par le gouvernement afin d’évaluer la suite du projet. Les travaux au chantier Davie se poursuivent conformément aux discussions avec le gouvernement provincial et la livraison des navires est prévue pour 2018.
- 2018 : Sept années après l'octroi du contrat au chantier Davie, les deux traversiers sont livrés avec des dépassements de coûts considérables. Le projet aura coûté près de 360M$, soit le triple du montant initial, ou 180M$ par traversier en moyenne.

#### Navire de conversion
Le 20 juillet 2017, Chantier Davie Canada Inc. a lancé le navire pétrolier ravitailleur d'escadre (AOR) pour la Marine royale canadienne. Ce navire est le résultat de la conversion d’un porte-conteneurs. 
L'MV Asterix est un navire auxiliaire de la flotte navale, que Davie a construit selon un concept développé par Navtech Inc. dans le cadre d’une offre non sollicitée soumise au gouvernement par son entreprise sœur  Federal Fleet Services, dirigée par Spencer Fraser, appartenant elle aussi au groupe Inocea. Le nom du projet, Resolve, provient des premières lettres des termes anglais « Replenishment Solution Vessel », qui signifient « navire fournissant une solution en matière de ravitaillement ».
Le contrat de conversion a été octroyé en novembre 2015 par le gouvernement libéral fédéral. Il ne fait pas partie de la Stratégie nationale de construction navale (SNCN) un projet à long terme visant à renouveler la flotte fédérale de navires de combat et de navires non destinés au combat du Canada. En raison des carnets de commande remplis de deux chantiers navals canadiens, Irving Shipyard de Halifax, en Nouvelle-Écosse, et Seaspan Shipyard de Vancouver, en Colombie-Britannique, Davie a soumis son offre afin de fournir le navire s’avérant plus que nécessaire à la Marine royale canadienne. Le chantier de Lévis a également soumis d’autres offres au gouvernement canadien, notamment visant la construction de brise-glaces pour la Garde côtière canadienne.

### Autres projets
En juillet 2019, le chantier est retenu pour l'entretien de trois frégates canadiennes, contrat d'une durée de dix ans estimé à 500 millions CA$.

En octobre 2020, le chantier obtient un contrat de modernisation du brise-glace Louis-S.-St-Laurent, dont le montant est élevé sans être connu. Le chantier a été préféré à son concurrent Irving à Halifax, parce que c'est « le seul chantier naval de l’est du Canada ayant une cale sèche assez grande pour réaliser les travaux sur le Louis S. St Laurent ».

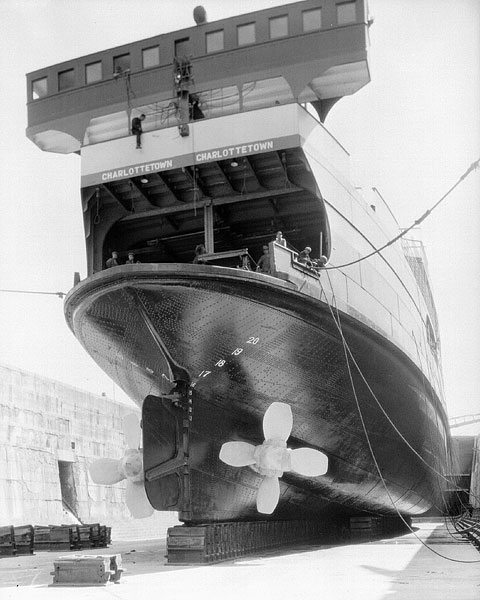
La maquette du traversier Charlottetown est la plus ancienne maquette de l'ensemble classé

## Patrimoine culturel
Les maquettes produites par le chantier Davie entre 1930 et 2009, ainsi que le fonds d'archives ont été classés biens patrimoniaux par le ministère de la Culture et des Communications en 2013 ,.